# Havrekli
Havrekli framställs av mald och skalad havre, därefter siktas kliet fram. Havrekli är rikt på protein och fibrer. Det är lättsmält och har hög halt av betaglukaner, ett slags vattenlösliga fibrer. Havre är det sädesslag som innehåller mest fett.

## Användning
Havrekli passar utmärkt till gröt eller till att strö på filmjölk och blanda i müsli.
Till skillnad från vetekli går det att koka gröt med havrekli som enda gryn. Havrekli innehåller ca 18% kostfiber.